# Bunger Hills
Die Bunger Hills sind eine Gruppe verhältnismäßig flacher und von Moränenschutt überlagerter Hügel mit abgerundeten Kuppen, die in den Sommermonaten eisfrei südlich des Highjump-Archipels unmittelbar an der Knoxküste des ostantarktischen Wilkeslands liegen. Sie sind gekennzeichnet durch zahlreiche Schmelzwassertümpel und werden durch den Algae Lake in Ostwestrichtung nahezu halbiert. Die Hills gehören zur Bunger-Oase.
Kartiert wurden sie anhand von Luftaufnahmen, die bei der Operation Highjump (1946–1947) unter der Leitung des US-amerikanischen Polarforschers Richard Evelyn Byrd entstanden. Das Advisory Committee on Antarctic Names benannte sie nach Lieutenant Commander David Eli Bunger (1909–1971) von der United States Navy, der bei der Operation Highjump als Flugzeugkommandant an der Anfertigung besagter Luftaufnahmen beteiligt war und im Februar 1947 auf einem der nicht zugefrorenen Seen in den Hills eine Wasserung wagte.

## Geologie
Die Bunger Hills werden mit den südwestlich liegenden Obruchev Hills und dem nordöstlich angrenzenden Highjump-Archipel zu einer geologisch verwandten Einheit zusammengefasst. Sie erstreckt sich ca. 150 Kilometer nordostwärts von Kap Jones, das am östlichen Rand vom Denman-Gletscher liegt. Die eigentlichen Bunger Hills treten in einem Bereich von ca. 300 Quadratkilometer zu Tage.
Sie bestehen überwiegend aus felsischen Orthogneisen mit einer zu Granulit-Fazies metamorphen Überprägung sowie untergeordneten mafischen Granuliten und Paragneisen. Letztere setzen sich zusammen aus Quarziten und aluminösen Metapeliten mit bedeutenden Anteilen von Granaten, Sillimaniten und Cordieriten sowie geringfügigen Kalksilikatfelsen und Marmoren. Die magmatischen Protolithe (Ausgangsgesteine) der granodioritischen Orthogneise nahmen zwischen 1.700 bis 1.500 mya Platz. Die ältesten Gesteine sind neoarchaische 2.640 mya alte tonalitische Orthogneise, die in den südwestlich liegenden Obruchev Hills vorkommen. Die stärkste Metamorphose trat vor 1.190 mya auf und war von der ersten von drei Deformationen begleitet.
Zwischen 1.170 und 1.150 mya intrudierten voluminöse, hauptsächlich vom Erdmantel abstammende Plutonite. Deren Gesteinsspektrum reicht von Gabbros über Diorite bis hin zu Granite, jeweils in unterschiedlichen Mineralbestandteilen. Das Eindringen zahlreicher Dolerit-Dykes von vier chemisch getrennten Reihen erfolgte um 1.140 mya. Dies war mit der Bildung von Scherzonen verbunden, was auf eine zumindest begrenzte Krustenanhebung hindeutet. Alle nachfolgenden Deformationen waren spröde bis duktil. Alkalische mafische Dykes intrudierten vor 500 mya.
Deutliche geochronologische Ähnlichkeiten mit dem Albany-Fraser-Orogen in Westaustralien deuten darauf hin, dass eine hochgradige Metamorphose während der Kollision zwischen dem australischen Yilgarn-Kraton  und dem ostantarktischen Schild vor etwa 1.200 mya stattgefunden hat (siehe auch → Albany-Fraser-Orogen). In diesem Zeitraum formierte sich Rodinias und korreliert etwa mit der Grenville-Orogenese.
Eine andere Hypothese besagt, dass sich das Gebiet der Bunger Hills als vulkanischer Inselbogen mit einem aktiven Kontinentalrand bildete und anschließend mit Westaustralien kollidierte.
Die tektono-magmatischen Ereignisse um 500 mya könnten ihre Ursache im Zusammenschluss Ostgondwanas und/oder der Fernwirkung der Ross-Orogense haben.